# Умбон

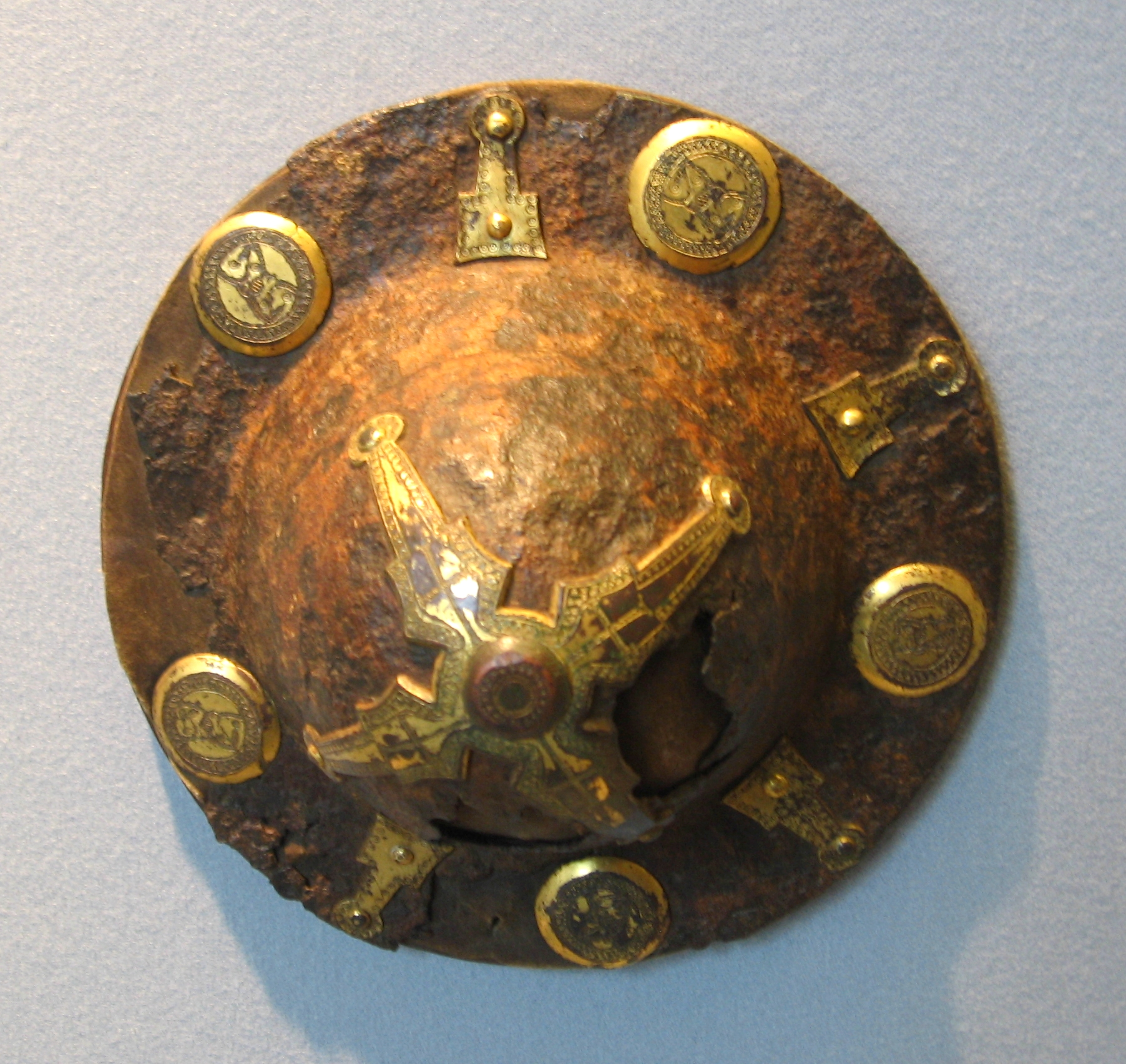
Умбон лангобардського щита, знайдений у Північній Італії і датований VII ст. Музей мистецтва Метрополітен (США)

У́мбон — металева накладка півсферичної або конічної форми у центрі деяких типів щитів. Слово «умбон» латинського походження (umbo, род. відм. umbonis) і буквально означає «шишечка», «пуп».
Умбон призначався для зміцнення конструкції стародавніх щитів, які робили з дерев'яних дощок. Його виготовляли з металевого листа 2-2,5 мм завтовшки, виколочуючи його в оправці. У щиті прорізували круглий отвір, що розташовувався якраз за руків'ям, закривали його ззовні умбоном. Таким чином, у центрі внутрішньої поверхні щита утворювалася заглибина, у якій поміщалася рука, що тримала щит. На зовнішньому боці умбона часто карбували або гравіювали різні фігури та знаки (емблему власника), а на внутрішньому — ідентифікаційні дані (ім'я, номер частини тощо).
Півсферична або конусоподібна форма умбона дозволяла істотно послабляти удари супротивника: спрямовані на центр щита, вони зісковзували з міцного умбона та відхилялися убік, втрачаючи свою енергію. Через цю особливість умбон мав бойове значення тільки на круглих та овальних щитах. Відбивання ударів краплеподібним або праскоподібним щитом проводили обертанням його навколо корпусу, умбон при цьому був некорисний. Деякі вважають, що конічний умбон міг також слугувати додатковим засобом ураження, ударним елементом у рукопашній сутичці.
У часи Середньовіччя умбон дедалі частіше стає виключно декоративною деталлю: вигнуті щити відбивають удари всією поверхнею, а ручні ремені замість простого руків'я роблять заглибину для руки непотрібною.

## Цікавий факт
- Умбон скутума давньоримських легіонерів слугував місцем для зберігання гаманця[3][4].